# Assembleia do Turquemenistão
A Assembleia (Turcomeno: Mejlis) é desde março de 2021 a câmara baixa do Conselho Nacional do Turquemenistão. Tem 125 membros, eleitos para mandatos de cinco anos em círculos eleitorais de assento único.

## Estrutura
Além do presidente e vice-presidente, o Mejlis é organizado em comissões, que incluem:

- Proteção dos direitos humanos e das liberdades;
- Regulação;
- Política de ciência, educação, cultura e juventude;
- Questões econômicas;
- Política social;
- Relações internacionais e interparlamentiais;
- Proteção ambiental, uso da natureza e complexo agroindustrial;
- Trabalhando com autoridades representativas locais e órgãos autônomos.

## História
Originalmente, dividia o poder com o Conselho Popular. Desde 2018, o Conselho Popular foi restaurado como órgão parlamentar, um acordo que foi formalizado em 2020.
Uma lei de 2003 reduziu o poder da Assembleia e aumentou a do Conselho Popular. Isso significava que até 2008 a Assembleia poderia ser legalmente dissolvida pelo Conselho Popular, era liderada pelo Presidente, e não era mais capaz de alterar a Constituição. Posteriormente, o Conselho Popular foi rebaixado e reorganizado no Conselho dos Anciãos por uma nova constituição elaborada por Gurbanguly Berdimuhammedow em 2008, tornando a Assembleia/Mejlis o parlamento unicameral novamente.
No entanto, após a aprovação de outra nova constituição em setembro de 2016, o presidente Berdimuhammedow emitiu um decreto em 10 de outubro de 2017 transformando o Conselho dos Anciãos de volta ao Conselho Popular. A primeira reunião da câmara alta recriada ocorreu após as eleições regionais e locais de 2018. A eleição para a câmara superior foi realizada em 28 de março de 2021.
O atual presidente dos Mejlis é Dünýägözel Gulmanowa  a partir de 6 de abril de 2023. Ela sucedeu Gülşat Mämmedowa após as renovação de Mejlis naquele mesmo mês. 

## Poderes e deveres
A Constituição do Turquemenistão estipula que a assembleia:
- Promulga leis, faz alterações e acréscimos à Constituição e às leis, monitora seu desempenho e sua interpretação.
- Considera para aprovação as atividades do programa do Gabinete de Ministros;
- Examina questões relacionadas à aprovação do orçamento estatal do Turquemenistão e relatórios sobre sua implementação.
- Considera as direções básicas e programas de desenvolvimento político, econômico e social do país.
- Determina se realizará referendos nacionais.
- Declare a eleição do presidente do Turquemenistão, deputados dos Mejlis, membros do velayat, distrito, órgãos representativos municipais e os Gengeshes.
- Considera as recomendações do presidente do Turquemenistão sobre as questões relacionadas à nomeação e demissão do presidente do Supremo Tribunal Federal, do Procurador-Geral, do ministro dos Assuntos Internos, do ministro da Justiça.
- Estabelece prêmios estaduais, concede condecorações estatais ao presidente do Turquemenistão,atribui-lhe as fileiras militares e distinções.
- Determina a conformidade ou divergência da Constituição e dos Atos normativo-jurídicos das autoridades estaduais e do governo.
- Ratifica e denuncia tratados internacionais.
- Considera questões relacionadas à mudança das fronteiras estaduais e à divisão administrativa e territorial do Turquemenistão.
- Examina as questões relacionadas à paz e segurança.
- Decide outras questões na competência dos Mejlis nos termos da Constituição e das leis.

O Mejlis pertence à Assembleia Parlamentar da OSCE e à União Interparlamentar.

## Lista de presidentes
- Sakhat Muradow (18 de novembro de 1990 - 7 de maio de 2001)
- Raşit Meredow (7 de maio de 2001 - 7 de julho de 2001)
- Redzhepbay Arayow (7 de julho de 2001 - 13 de março de 2002)
- Tagandurdy Hallyýew (13 de março de 2002 - 12 de novembro de 2002)
- Öwezgeldi Ataýew (12 de novembro de 2002 - 22 de dezembro de 2006)
- Akja Nurberdiýewa (22 de dezembro de 2006 - 30 de março de 2018)
- Gülşat Mämmedowa (30 de março de 2018 – 6 de abril de 2023)
- Dünýägözel Gulmanowa (6 de abril de 2023 - Presente)